# Galumnidae
Galumnidae (лат.) — семейство клещей из отряда Oribatida (Galumnoidea). Более 500 видов. Встречаются повсеместно, в том числе в Антарктике (космополитный вид Galumna alata найден на острове Южная Георгия). Микроскопического и среднего размера клещи, длина менее 1 мм. Покровы сильно склеротизованные, тёмные. Имеют 6 пар генитальных пластинок. Гистеросома округлая, несёт 10 или 13—14 пар нотогастральных щетинок. На протеросоме расположены гребневидные уплощённые ламеллы.

## Систематика
В ходе ревизии 2017 года выявлено 34 рода, 9 подродов и 547 видов.
- Acrogalumna Grandjean, 1956 — 11 видов
- Aegyptogalumna Al-Assiuty, Abdel-Hamid, Seif y El-Deeb, 1985 — 1 вид (Египет)
- Africogalumna  Starý, 2005 — 1 вид (Африка: Конго)
- Allogalumna Grandjean, 1936 — 33 вида
  - (=Ctenogalumna Balogh, 1961)
- Carinogalumna Engelbrecht, 1973 — 3 вида
- Centroribates Berlese, 1914 — 1 (Европа)
- Cryptogalumna Grandjean, 1957 — 2
- Dicatozetes Grandjean, 1956 — 2
- Dimidiogalumna Engelbrecht, 1972 — 3
- Disparagalumna  Hammer, 1973 — 2
- Flagellozetes  Balogh, 1970 — 1
- Galumna  von Heyden, 1826 — 175 видов
  - (=Holokalumma Jacot, 1929; =Holozetes Jacot, 1929; =Kinezogalumna Aoki y Hu, 1993; =Zetes Koch, 1836)
- Globogalumna J. y P. Balogh, 1990 — 1 вид
- Heterogalumna  Balogh, 1960 — 3 вида
- Kunstogalumna Starý, 2005 — 1 вид
- Leptogalumna Balogh, 1960 — 3 вида
- Neogalumna Hammer, 1973  — 4
- Notogalumna Sellnick, 1959 — 5
- Orthogalumna  Balogh, 1961  — 3
- Pergalumna  Grandjean, 1936 — более 100 видов (P. amorpha, P. bimaculata, P. crassipora, P. granulata, P. hauseri, P. imadatei, P. indistincta, P. indivisa, P. kotschyi, P. menglunensis, P. minituberculata, P. panayensis, P. paraindistincta, P. pseudosejugalis, P. punctulata, P. remota)
- Pilizetes Sellnick, 1937  — 16 видов
- Pilogalumna  Grandjean, 1956 — 13
- Psammogalumna  Balogh, 1943 — 2
- Rostrogalumna  Engelbrecht, 1973 — 1 (ЮАР)
- Sacculogalumna Engelbrecht, 1973  — 1 (ЮАР)
- Setogalumna P. Balogh, 1985 — 2 (Испания и Австралия)
- Sphaerogalumna Balogh, 1961 — 1
- Stictozetes Berlese, 1916 — 5
- Taeniogalumna Balogh, 1962  — 3
- Tanzanycha Koçak y Kemal, 2008 — 1 (Танзания)
  - (=Didymonycha Mahunka, 1984)
- Trichogalumna Balogh, 1960 — около 20
- Vaghia Oudemans, 1919 — 5
- Xenogalumna Balogh, 1961 — 1 вид (Мадагаскар)